# Asthenotricha comosissima
Asthenotricha comosissima är en fjärilsart som beskrevs av Claude Herbulot 1970. Asthenotricha comosissima ingår i släktet Asthenotricha och familjen mätare. Inga underarter finns listade i Catalogue of Life.